# Браероукс (Техас)
Браероукс (англ. Briaroaks) — місто (англ. city) в США, в окрузі Джонсон штату Техас. Населення — 507 осіб (2020).

## Географія
Браероукс розташований за координатами 32°29′45″ пн. ш. 97°18′12″ зх. д. / 32.49583° пн. ш. 97.30333° зх. д. (32.495780, -97.303315).  За даними Бюро перепису населення США в 2010 році місто мало площу 2,77 км², уся площа — суходіл.

## Демографія
Згідно з переписом 2010 року, у місті мешкали 492 особи в 195 домогосподарствах у складі 158 родин. Густота населення становила 178 осіб/км².  Було 200 помешкань (72/км²).
Расовий склад населення:
| - 99,2 % — білих - 0,2 % — чорних або афроамериканців |

До двох чи більше рас належало 0,2 %. Частка іспаномовних становила 4,9 % від усіх жителів.
За віковим діапазоном населення розподілялося таким чином: 16,9 % — особи молодші 18 років, 56,3 % — особи у віці 18—64 років, 26,8 % — особи у віці 65 років та старші. Медіана віку мешканця становила 52,1 року. На 100 осіб жіночої статі у місті припадало 96,0 чоловіків;  на 100 жінок у віці від 18 років та старших — 99,5 чоловіків також старших 18 років.
Середній дохід на одне домашнє господарство  становив 85 453 долари США (медіана — 77 000), а середній дохід на одну сім'ю — 98 745 доларів (медіана — 85 208). Медіана доходів становила 75 750 доларів для чоловіків та 44 375 доларів для жінок. За межею бідності перебувало 4,4 % осіб, у тому числі 1,8 % дітей у віці до 18 років та 8,5 % осіб у віці 65 років та старших.
Цивільне працевлаштоване населення становило 237 осіб. Основні галузі зайнятості: освіта, охорона здоров'я та соціальна допомога — 20,7 %, виробництво — 14,8 %, науковці, спеціалісти, менеджери — 12,2 %, роздрібна торгівля — 11,8 %.